# ورزشگاه آزادی
ورزشگاه آریامهر با نام رسمی ورزشگاه آزادی تهران، ورزشگاه ملّی و بزرگ‌ترین ورزشگاه ایران است. این ورزشگاه که بخشی از مجموعهٔ ورزشی آزادی است، برای میزبانی بازی‌های آسیایی ۱۹۷۴ ساخته شد. بازی‌های خانگی تیم ملی فوتبال ایران و همچنین دو تیم بزرگ پایتخت‌نشین استقلال و پرسپولیس در این ورزشگاه برگزار می‌شود.
ورزشگاه توسط شرکت متعلق به عبدالعزیز فرمانفرمائیان (AFFA) و سایر بخش‌های این مجموعه ورزشی توسط شرکت آمریکایی اسکیدمور، اوینگز و مریل، طراحی و  در ۲۵ مهر ۱۳۵۰ توسط محمدرضا شاه افتتاح شد. ظرفیت آن ۷۸,۱۱۶ تماشاگر است و بخشی از مجموعه ورزشی آزادی است.
طبق گزارشی که مهرماه ۱۳۹۲ در بلیچر رپورت منتشر شد، ورزشگاه آزادی در رده ۲۰ام ورزشگاه برتر قدیمی جهان نام گرفت.گاردین این ورزشگاه را به‌عنوان یکی از بزرگ‌ترین ورزشگاه‌های جهان معرفی کرده‌اند.

## پیشینه

### دوران پهلوی
ورزشگاه آریامهر، با بالاترین معیارهای بین‌المللی دوران خود و برای بازی‌های آسیایی ۱۹۷۴ (تهران)، و سپس گرفتن میزبانی المپیک ۱۹۸۴، با مساحت ۱۴۱٬۰۰۰ متر مربع در مجموعه ورزشی آزادی ساخته شد. طراحی و ساخت این ورزشگاه را عبدالعزیز فرمانفرماییان به عهده گرفت و در تاریخ ۲۵ مهر ۱۳۵۰ گشایش یافت. و در ۱۰ شهریور ۱۳۵۳ و همزمان با بازی‌های آسیایی سال ۱۹۷۴ (میلادی) تهران رسماً بازگشایی شد. در سال ۱۳۵۶، در درخواست میزبانی ایران به فیفا، ورزشگاه آزادی به عنوان ورزشگاه اصلی برای میزبانی جام جهانی فوتبال ۱۹۹۰ معرفی شده بود. هر دو درخواست میزبانی المپیک ۱۹۸۴ که تهران و وزشگاه آزادی بخت نخست را داشت، و جام جهانی فوتبال ۱۹۹۰، به علت حوادث سیاسی منتهی به انقلاب ۵۷ حذف شدند.
این ورزشگاه در بخشی از پیمان‌نامه‌های میان تهران و شهرهایی در آمریکا شامل لس‌آنجلس مورد اشاره قرار گرفته‌است و ایجاد کانونی ورزشی برای تهران که شامل ورزشگاه‌هایی برای هاکی روی یخ و اتوموبیل رانی حرفه‌ای نسکار باشد نیز در آینده پیش‌بینی شده‌بود. موارد مربوط به مسابقات اتوموبیل‌رانی همزمان با تغییرات قابل توجه این ورزش‌ها در غرب بودند. اگرچه که طرح‌های توسعه‌ای ورزشگاه و پیرامون آن با وقوع انقلاب ۱۳۵۷ لغو شدند اما خود ورزشگاه مدت‌ها پیش ساخته شده بود. این ورزشگاه تا سال ۱۳۵۷، «آریامهر» خوانده می‌شد و با رخ دادن انقلاب ۱۳۵۷ ایران و در پی تغییر نام‌های گسترده در کشور، «آزادی» نام گرفت.

### دوران جمهوری اسلامی ایران

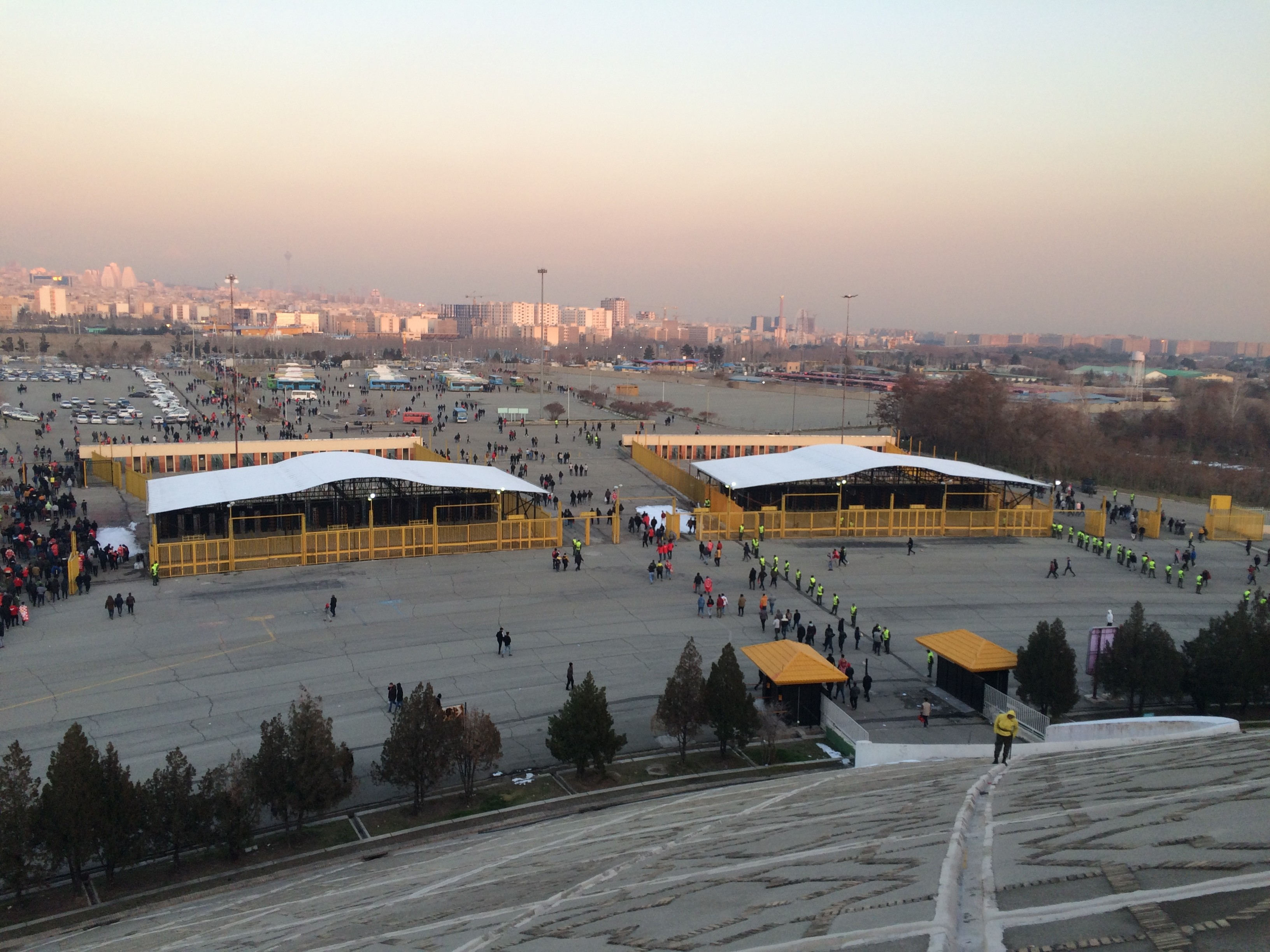
دروازه‌های اصلی کنترل ورود تماشاگران که در سال ۲۰۱۸ ساخته شدند. یک پارکینگ مجموعه در پشت تصویر نمایان است.

در سال ۲۰۱۸ میلادی، فرهاد نیکوخصال، مدیر ورزشگاه آزادی اعلام داشت که بیشترین کار بازسازی ورزشگاه آزادی در بخش جایگاه ویژه، اصلاحاتی در معابر، جایگزینی صندلی‌های قدیمی، اصلاح اتاق داوران، دبیرخانه کنفدراسیون آسیا، اتاق ناظرین، اتاق بررسی دوپینگ، کنفرانس خبری و محوطه میکسدزون و اصلاح پشت دروازه‌ها بوده‌است. همچنین پس از راه‌یابی پرسپولیس به فینال لیگ قهرمانان آسیا ۲۰۱۸، دروازه‌های کنترل ورود تماشاگران در ورزشگاه نصب شدند تا استانداردهای بین‌المللی رعایت شود.
در همین سال ۲۰۱۸، شماری دستشویی جدید هم در ورزشگاه آزادی کشف شدند؛ که بنابر گزارش‌ها، پشت یک دیوار مخفی بودند.
در سال ۲۰۲۰ میلادی، گزارشی منتشر شد که نشان می‌داد بخش‌های اطراف ورزشگاه آزادی به زباله‌دانی و محل تخلیه پسماندهای فلزی تبدیل شده‌بودند. همچنین بخش‌های قابل توجهی از زمین‌های اطراف ورزشگاه که در اختیار مجموعه بوده و به عنوان پارکینگ ثبت شده بودند، مورد ساخت و ساز قرار گرفتند و در گزارشی، به تقسیم زمین‌های مجموعه ورزشی آزادی پرداخته شد.

## مجموعه ورزشی آزادی
ورزشگاه آزادی، بخشی از مجموعه ورزشی آزادی است. این مجموعه ورزشی هم‌اکنون با دارا بودن سالن‌های چند منظوره، سالن دوازده هزار نفری و دریاچه مصنوعی یکی از بی‌نظیرترین مجموعه‌های ورزشی خاورمیانه و آسیا می‌باشد. این مجموعه در آغاز با نام مجموعه ورزشی آریامهر تهران برای برگزاری بازی‌های آسیایی ۱۹۷۴ (سال ۱۳۵۳) ساخته شد و در دهم شهریور همان سال گشایش یافت. پس از انقلاب اسلامی در سال ۱۳۵۷ خورشیدی، به مجموعه ورزشی آزادی تهران تغییر نام داد.

## مراسم گشایش

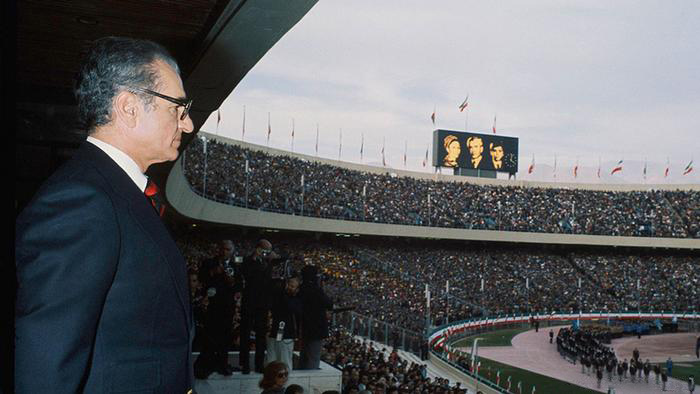
محمدرضا پهلوی در آیین گشایش بازی‌های آسیایی ۱۹۷۴

ورزشگاه آریامهر در روز ۲۵ مهر ۱۳۵۰ و یک روز پس از افتتاح برج شهیاد افتتاح شد. مراسم افتتاح این ورزشگاه در واقع پایان رسمی جشن‌های ۲۵۰۰ ساله شاهنشاهی بود که به مدت ۵ روز در ایران برگزار شده بود. با این حال نخستین مسابقه فوتبال که در این ورزشگاه برگزار شد، بازی دوستانه بین دو تیم پرسپولیس و کروزیرو در تاریخ ۲۷ اسفند ۱۳۵۰خورشیدی بود که با پیروزی چهار بر دو کروزیرو به پایان رسید. توستائو نخستین گلزن و صفر ایرانپاک نخستین گلزن ایرانی ورزشگاه آریامهر بود. عارف در بین دو نیمه مسابقه به اجرای برنامه پرداخت. 

نخستین بازی دو تیم ایرانی در ورزشگاه آریامهر در تاریخ ۲۵ خرداد ۱۳۵۲ بین دو تیم تهرانی پاس و عقاب از سری مسابقات چهار جانبهٔ جام اتحاد برگزار شد که با دو گل حسین کازرانی و اکبر مالکی تیم پاس این بازی را با برد پشت سر گذاشت. بعد از این بازی و در فینال بازی‌های جام اتحاد دو تیم تاج و پرسپولیس در همین ورزشگاه به مصاف هم رفتند که تاجی‌ها با گل دقیقه ۳ محمدرضا عادلخانی موفق به کسب برد در این بازی شدند. تیم تاج با کسب این برد هم اولین دربی در ورزشگاه آریامهر را با برد پشت سر گذاشتند و هم اولین تیمی شدند که قهرمانی را در این ورزشگاه جشن می‌گیرند. منبع

همچنین نخستین بازی تیم ملی فوتبال ایران در این ورزشگاه، دیدار مقابل کره شمالی در روز ۱۴ اردیبهشت ۱۳۵۲ و در چارچوب مسابقات مقدماتی جام جهانی ۱۹۷۴ بود که در پایان با تساوی بدون گل خاتمه یافت.

## ویژگی‌های سازه و امکانات

نقشه و موقعیت ورزشگاه در مجموعه آزادی

زمین بازی ورزشگاه از چمن طبیعی و اطراف چمن یک پیست دو و میدانی در هشت ردیف از جنس تارتان قرار دارد و در قسمت غربی ورزشگاه و ضلع جنوب جایگاه ویژه، جایگاه گزارشگران صدا و سیما و در جنب راست این محل جایگاه خبرنگاران با ظرفیت ۸۵ نفر ساخته شده‌است.

### ایمنی
زمان تخلیه برای ورزشگاه ۱۱ دقیقه محاسبه شده‌است. تونل‌ها و راهروهای ورزشگاه به گونه‌ای پیش‌بینی شده‌اند که وسایل نقلیه مانند آتش‌نشانی، تمیزکاری و همچنین کانتینرهای مخصوص تلویزیون می‌توانند در هنگام لزوم تا نزدیک جایگاه بیایند.

### گنجایش

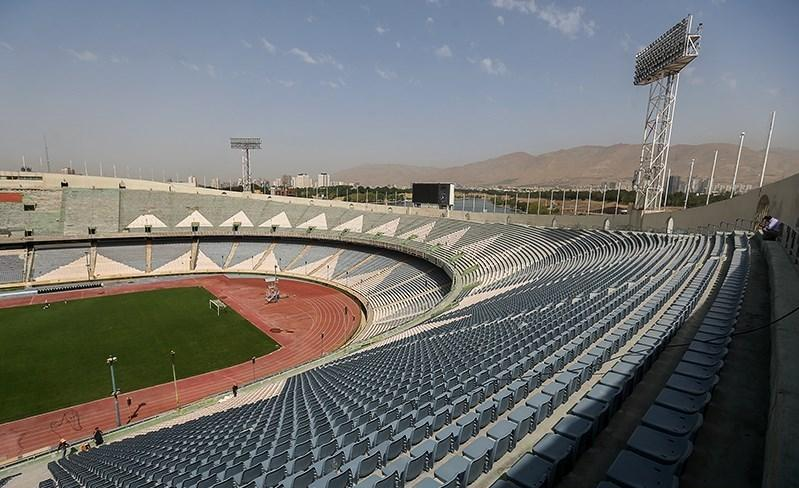
نصب صندلی در طبقه دوم ورزشگاه در تیر ماه ۱۳۹۵. پس از نصب صندلی در طبقه دوم، گنجایش ورزشگاه از ۱۰۰٬۰۰۰ به ۷۸٬۱۱۶ نفر کاهش یافت.

گنجایش این ورزشگاه ۷۸٬۱۱۶ صندلی است. تا پیش از نصب صندلی در ورزشگاه، گنجایش این ورزشگاه ۱۰۰ هزار نفر بود؛ اما پس از نصب صندلی و اعلام تعداد دقیق صندلی‌ها، گنجایش اسمی ورزشگاه به ۷۸٬۱۱۶ نفر کاهش یافت.

### طراحی و معماری
معمار و طراح این ورزشگاه عبدالعزیز فرمانفرمائیان است، طرح ورزشگاه براساس دید کامل برای همه تماشاچیان در نظر گرفته شده‌است بطوریکه بیشترین دید تماشاچی از مرکز زمین در شمال و جنوب ۱۳۶ متر و در شرق و غرب ۱۲۶ متر است.

### زمین شماره ۲ و ۳ آزادی
در کنار ورزشگاه آزادی دو زمین چمن فوتبال قرار دارند که با نام‌های زمین شماره ۲ و ۳ شناخته می‌شوند. این دو زمین چمن، مخصوصاً زمین شماره ۲ تا مدت‌ها محل تمرین تیم‌های ملی فوتبال ایران و تیم‌های باشگاهی از جمله استقلال و پرسپولیس بوده‌اند.

## رسیدگی
در طی سال های گذشته، این ورزشگاه آزادی مدت ها در دست بازسازی بوده و بار ها بر روی تماشاگران بسته شد. تخمین زده می شود بودجه و هزینه ای که برای بازسازی آزادی اختصاص داده شد، تقریبا برابر با هزینه ساخت این ورزشگاه بوده باشد. 
خبرگزاری تابناک در فروردین ۱۴۰۴ نوشت که روند بازسازی این ورزشگاه «تیشه زدن به آبروی ایران» بوده است. تابناک پس از اشاره به بودجه ۱۹۰۰ میلیارد تومانی این ورزشگاه نوشت: «از زمان بازگشایی دوباره این ورزشگاه، بازیکنان نسبت به وضعیت نامناسب رختکن‌ها، خبرنگاران نسبت به ایرادهای ساختاری جایگاه خبرنگاران، گزارشگران صداوسیما نسبت به از دست دادن دید خود به زمین بازی و تماشاگران معلول نسبت به از دست دادن جایگاه‌های خود معترض هستند.»
در بازی فوتبال بین ایران و امارات متحده عربی، در مرحله نهایی انتخابی جام جهانی ۲۰۲۶، به علت قطع برق و خاموش شدن نورافکن‌های ورزشگاه آزادی، حدود نیم ساعت بازی متوقف شد. مهدی طارمی، بازیکن وقت تیم ملی ایران و باشگاه اینتر میلان، پس از پایان بازی مقابل امارات به خبرنگاران گفته بود: «فقط می‌توانم بگویم متاسفم. می‌گویند دو سال در حال بازسازی این ورزشگاه بودند. نمی‌دانم بگویم پولشویی بوده یا پول‌خوری؛ اما مشخص است امکاناتی که استفاده کردند با چیزی که بود، زمین تا آسمان فرق می‌کند.»
همایون شاهرخی، سرمربی سابق تیم ملی ایران نیز گفت: «آبروریزی بود که به نظرم جامعه فوتبال دنیا این را دید و خیلی برای ما بد شد. این مقدار پول (هزینه بازسازی ورزشگاه) به حساب برخی از مسئولان رفته است. وقتی کنترل و نظارت نباشد هر کسی ممکن است که جیب خود را پر کند.»

## رویدادها و میزبانی‌های مهم
- فیلم‌برداری فیلم آفساید (برنده خرس نقره‌ای در جشنواره بین‌المللی فیلم برلین در سال ۲۰۰۶) در این مکان انجام شده‌است.
- میزبان اصلی بازی‌های آسیایی ۱۹۷۴ که توسط ایران برگزار شد.[۲۴]
- میزبان گشایش المپیک آسیا ۱۳۵۳[۲۵]
- میزبان بازی‌های اسلامی زنان (۲۰۰۵)

### میزبانی‌های بین‌المللی
مهم‌ترین رویدادهای بین‌المللی برگزار شده در این ورزشگاه از هنگام ساخت تاکنون:
- مسابقات فوتبال زیر ۱۹ سال آسیا ۱۹۷۳
- بازی‌های آسیایی ۱۹۷۴ تهران
- فینال جام ملت‌های آسیا ۱۹۷۶ ایران
- مسابقات فوتبال زیر ۱۹ سال آسیا ۱۹۷۷
- فینال جام ملت‌های آفریقا–آسیا۱۹۷۸و۱۹۹۱
- بازی های غرب آسیا ۱۹۹۷
- فینال چلنج کاپ آسیا–اقیانوسیه ۲۰۰۳
- فینال جام برندگان جام آسیا (۹۱–۱۹۹۰) و (۹۳–۱۹۹۲)
- فینال جام باشگاه‌ها و لیگ قهرمانان آسیا (۹۹–۱۹۹۸)، (۰۲–۲۰۰۱) و (۲۰۱۸)
- مسابقهٔ قهرمانی غرب آسیا (۲۰۰۴)، (۲۰۰۸)
- بازی‌های همبستگی اسلامی ۲۰۱۰ لغو شد
- جام ال‌جی (فوتبال)(جام ال جی ۱۹۹۸ (ایران)،جام ال‌جی ۲۰۰۱ (ایران)،جام ال جی ۲۰۰۲ (ایران)،جام ال جی ۲۰۰۳ (ایران))
- جام اکو ۱۹۹۳
- جام باشگاه‌های آسیا ۰۲–۲۰۰۱(میزبان بازی های مرحله حذفی)

### نامزدهای میزبانی‌بین‌المللی
- بازی‌های المپیک تابستانی ۱۹۸۴
- جام جهانی ۱۹۹۰
- جام ملت‌های آسیا ۲۰۲۷،جام ملت‌های آسیا ۲۰۱۹ وجام ملت‌های آسیا ۲۰۱۱
- جام جهانی فوتسال ۲۰۲۱
- جام جهانی فوتسال ۲۰۲۴

## روش‌های سفر
روش‌های رفتن به ورزشگاه آزادی شامل مترو، اتوبوس و خودرو (یا وسیله نقلیه) شخصی می‌شود؛ ایستگاه متروی ورزشگاه آزادی که به نام همین ورزشگاه هم هست، یکی از ایستگاه‌های خط پنج مترو تهران است. این ایستگاه در بزرگراه تهران – کرج، کنار مجموعه ورزشی آزادی قرار دارد.
این ایستگاه در سال ۱۳۸۶ بنیان‌گذاری شد؛ ایستگاه متروی صادقیه یکی از راه‌های رفتن به این ایستگاه است. ایستگاه ورزشگاه آزادی پس از ارم سبز قرار دارد.
همچنین در کنار ورزشگاه یک پایانه اتوبوس و تاکسی نیز قرار دارد. این ورزشگاه محل پارک برای ۴۰۰ وسیله نقلیه به صورت سر پوشیده و ۷ هزار جای پارک در بیرون از ورزشگاه دارد.

## نگارخانه

ورزشگاه آزادی هنگام ساخت
گشایش ورزشگاه آزادی
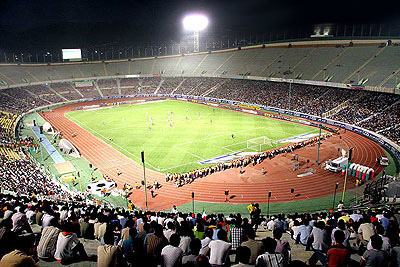
هواداران تیم ملی فوتبال
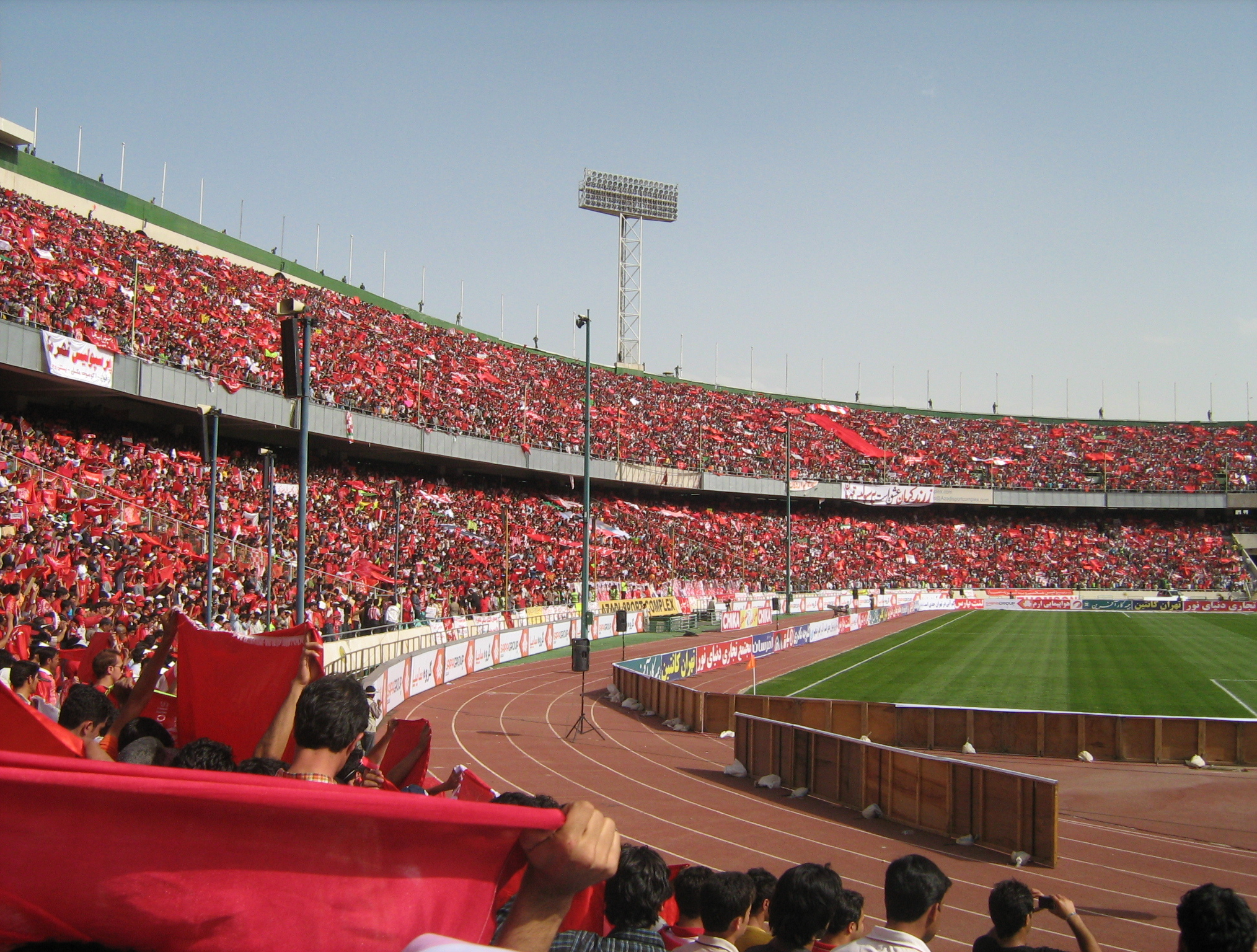
هواداران پرسپولیس
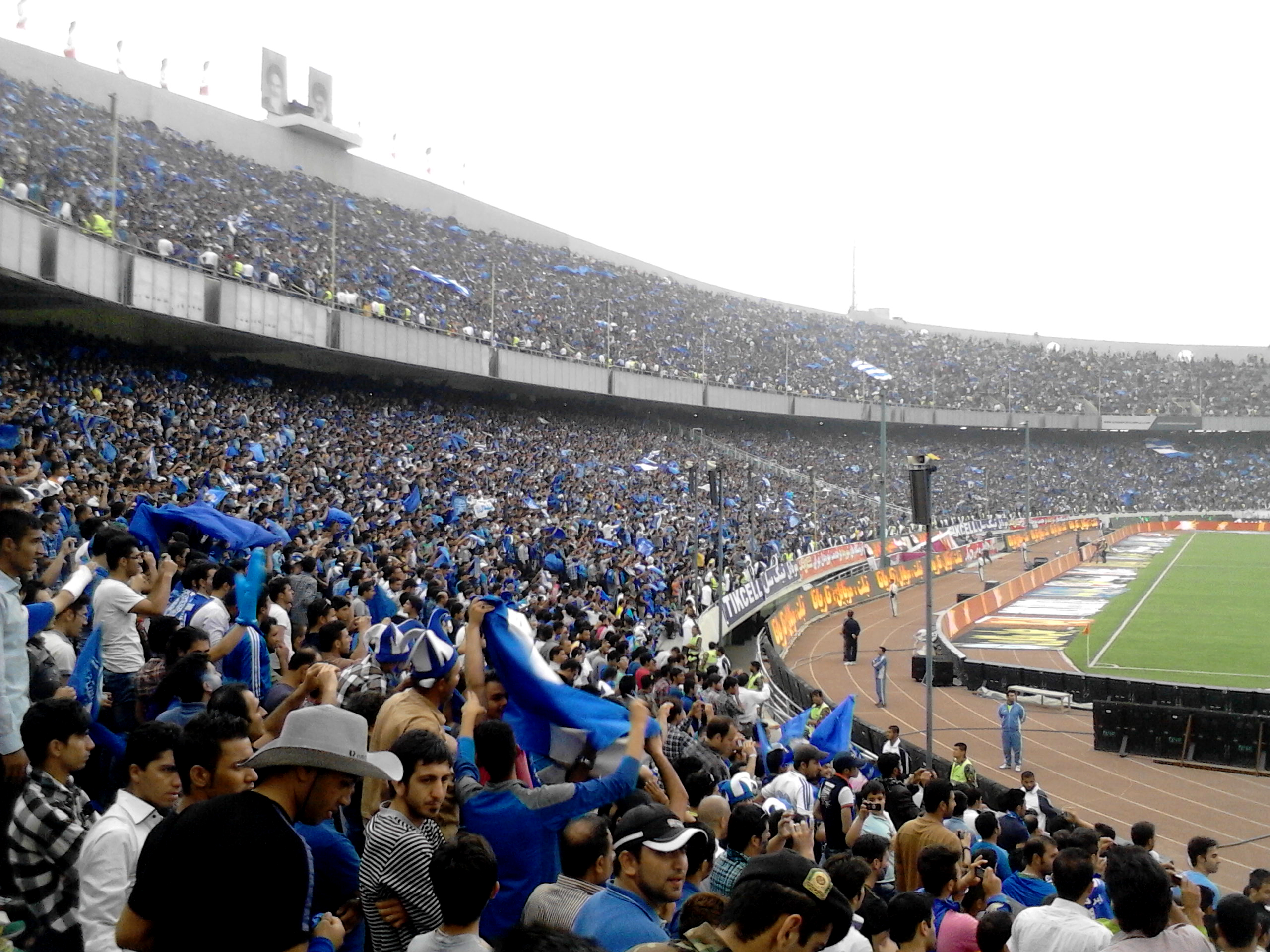
هواداران استقلال
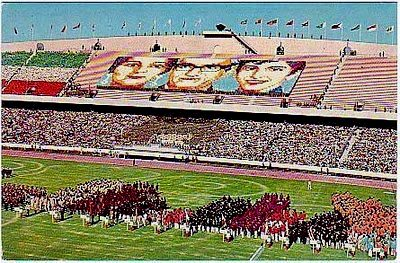
گشایش رسمی بازی‌های آسیایی ۱۹۷۴ تهران
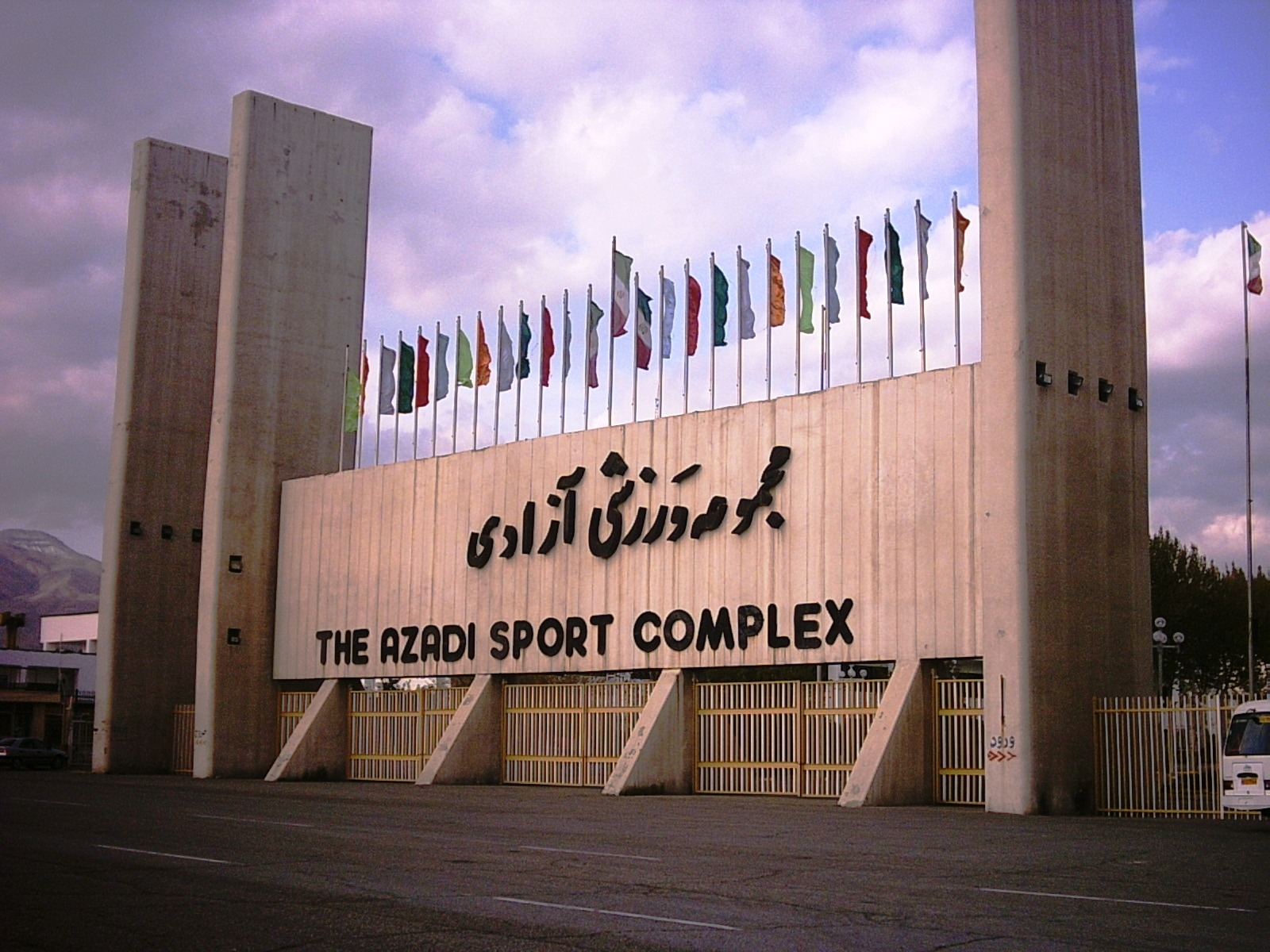
سردر مجموعه ورزشی آزادی
بانوان در ورزشگاه آزادی
نمایی از بیرون ورزشگاه آزادی
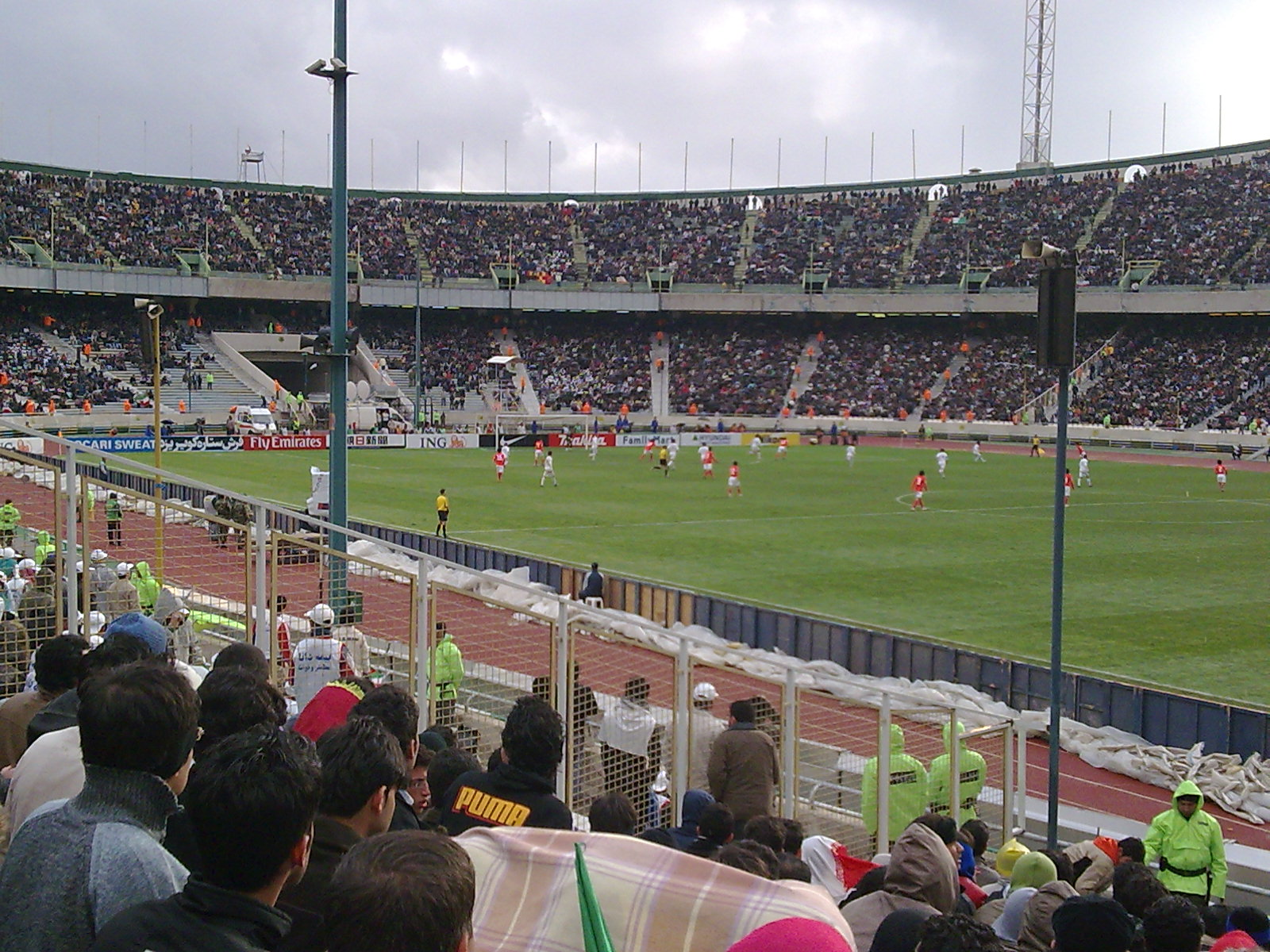
ایران - کره‌جنوبی مقدماتی جام جهانی ۲۰۱۰